# Čepřovice
Čepřovice é uma comuna checa localizada na região da Boêmia do Sul, distrito de Strakonice. A primeira menção escrita desta aldeia data de 1315.